# Abalessa
Abalessa (în arabă أباليسا) este o comună din provincia Tamanrasset, Algeria.
Populația comunei este de 9.163 de locuitori (2008).